# Jane Kavčič
Jane Kavčič, slovenski filmski režiser, * 10. september 1923, Logatec, † 20. marec 2007, Ljubljana.

## Življenjepis
Študiral je arhitekturo, a je študij prekinil zaradi vojne. Po osvoboditvi se je posvetil filmu, najprej kot scenarist in zatem kot režiser. Pisal je tudi radijske igre in realiziral radijske ter TV režije. Loteval se je še slabo znanih žanrov, kot npr. kriminalke in znanstvene fantastike. Skupaj z Jožetom Galetom je bil najizrazitejši avtor slovenskih mladinskih filmov. 
22. junija 2005 mu je predsednik republike Janez Drnovšek izročil Zlati red za zasluge. 

## Filmografija - izbor
- Granit za Pohorju (1951)
- Slovo Andreja Vitužnika (del omnibusa Tri zgodbe - 1955)
- Akcija (1960)
- Potraga za zmajem (Lov za zmajem) (1961)
- Minuta za umor (1962)
- Nevidni bataljon (1967)
- Begunec (1973)
- Sreča na vrvici (1977)
- Učna leta izumitelja Polža (1982)
- Nobeno sonce (1984)
- Maja in vesoljček (1988)
- Nepopisan list (2000)

## Radijske igre - izbor
- In articulo mortis (1963)
- Prijatelj (1964)
- Vlak št. 612 (1965)